# Parhelophilus versicolor
Parhelophilus versicolor је инсект из реда двокрилаца који припада породици осоликих мува. 

## Распрострањење
Ова врста насељава Европу, изузев Исланда. У Србији је присутна. Преферира влажна станишта за богатом вегерацијом.

## Опис
Дужина крила ове врсте је од 7 до 9 мм. Parhelophilus versicolor је жуто црна осолика мува. Ларве се развијају у води у ризомима или између листова биљке рогоз - Thypha. Разликовање од сродних врста је веома тешко и најчешће захтева преглед полних структура мужјака. Најсличнија је врста P. frutitorum. Имаго је активан од априла до августа.

## Синоними
- Musca versicolorata Turton, 1801
- Syrphus femoralis Fallén, 1817
- Syrphus versicolor Fabricius, 1794